# Kwai
Kwai nebo Khwae Yai (thajsky แม่น้ำแควใหญ่, do roku 1960 součást řeky Meklong) je řeka v západním Thajsku. Pramení v Tenasserimských horách na hranici s Barmou a protéká kopcovitou a lesnatou provincií Kančanaburi, u města Kančanaburi se stéká s řekou Khwae Noi a dále pokračuje pod názvem Meklong do Thajského zálivu. Na řece byla postavena přehrada Srinagarind s hydroelektrárnou.
Na břehy řeky ke Kančanaburi zasadil spisovatel Pierre Boulle děj svého románu Most přes řeku Kwai (1952), volně inspirovaného zprávami o zajatých spojeneckých vojácích, které za druhé světové války Japonci přinutili budovat strategickou Barmskou železnici (nazývanou také „železnice smrti“, protože drastické podmínky při její stavbě si vyžádaly okolo sta tisíc lidských životů). Úspěch knihy i její filmové verze natočené roku 1957 Davidem Leanem vedl k zájmu turistů o tuto oblast. Mnozí však byli dezorientováni tím, že jediný zachovaný most na trati ve skutečnosti nevede přes řeku Kwai známou z románu, ale přes Meklong. Thajské úřady proto rozhodly roku 1960 v zájmu cestovního ruchu přejmenovat horní tok Meklongu na Khwae Yai (doslova Velká zdrojnice) a původní Kwai na Khwae Noi, tj. „Malá zdrojnice“.